# Palazzo Altemps

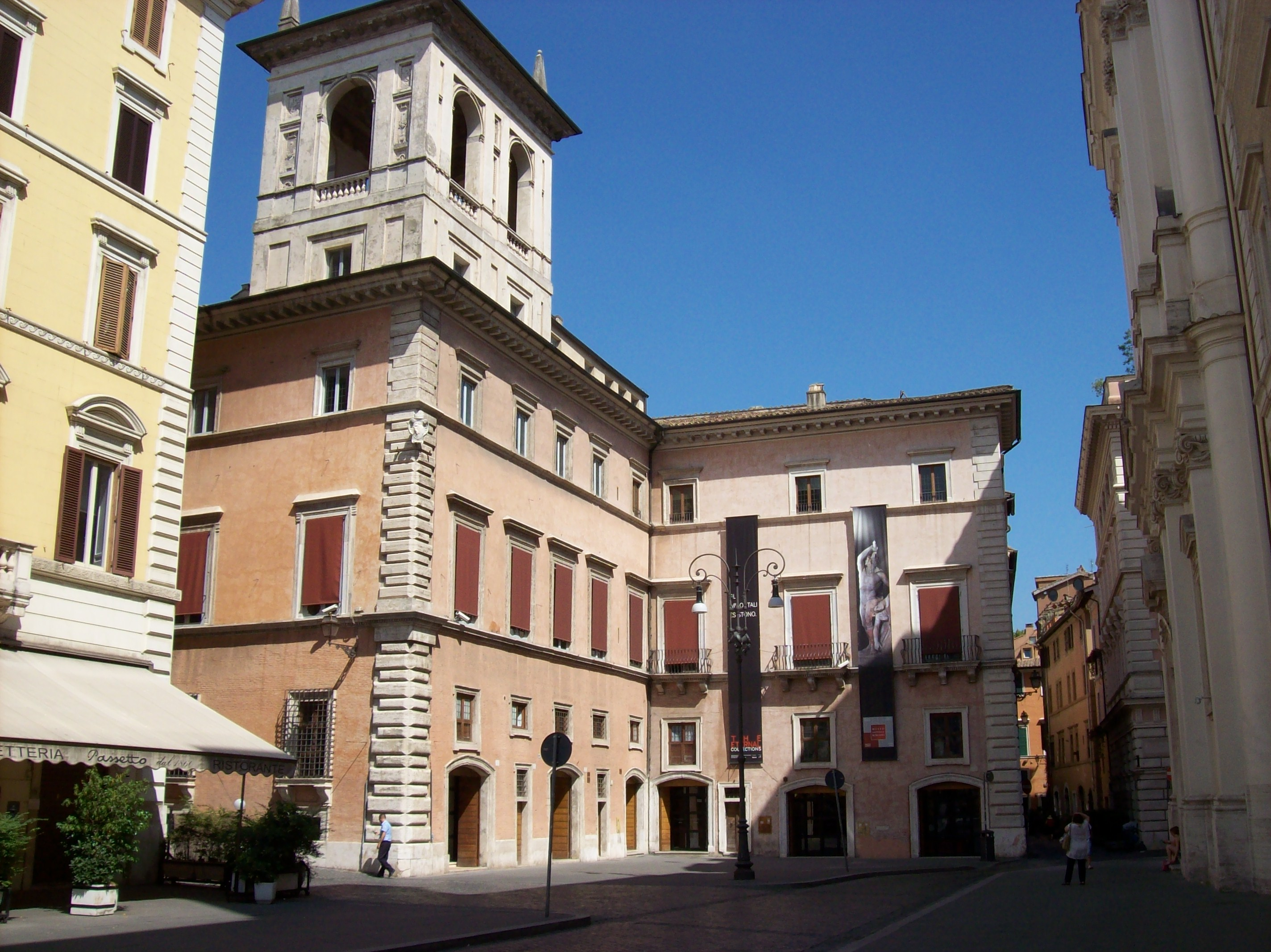
Vista do palácio na Piazza Sant'Apollinare.

Palazzo Altemps, antigo Palazzo Riario, é um palácio maneirista localizado na Piazza Sant'Apollinare, a poucos metros da Piazza Navona, no rione Ponte de Roma. Atualmente é uma das quatro sedes do Museu Nacional Romano, juntamente com as Termas de Diocleciano, o Palazzo Massimo alle Terme e a Cripta de Balbo.
O edifício atual é o ápice do século XVI de uma série de construções que ocuparam o local ininterruptamente desde o fim da Antiguidade.

## História

### Antiguidade
Desde a época de Augusto o ponto central da atividade urbana, a 160 metro de distância da Ponte Élio, na região estava um dos dois portos de comércio de mármore de Roma (o outro era conhecido como alla Marmorata, atual Testaccio) e "Statio rationis marmorum", ou seja, o escritório do monopólio imperial das pedreiras. A zona de desembarque foi descoberta em 1891, documentado e depois destruído durante as obras de construção das margens de contenção do Tibre. Era ali que eram descarregados e trabalhados tanto o mármore destinado às obras no Campo de Marte quanto o que era destinado à produção de estátuas nas diversas oficinas cujos restos foram encontrados em toda a região entre Sant'Andrea della Valle, a Chiesa Nuova e o rio. Em alguns casos, foram recuperados também obras incompletas e ferramentas do final do reinado de Trajano, como se as oficinas tivessem sido abandonadas apressadamente. Segundo Mariano Armellini, a vizinha basílica de Sant'Apollinare foi construída sobre as ruínas de um templo de Apolo.

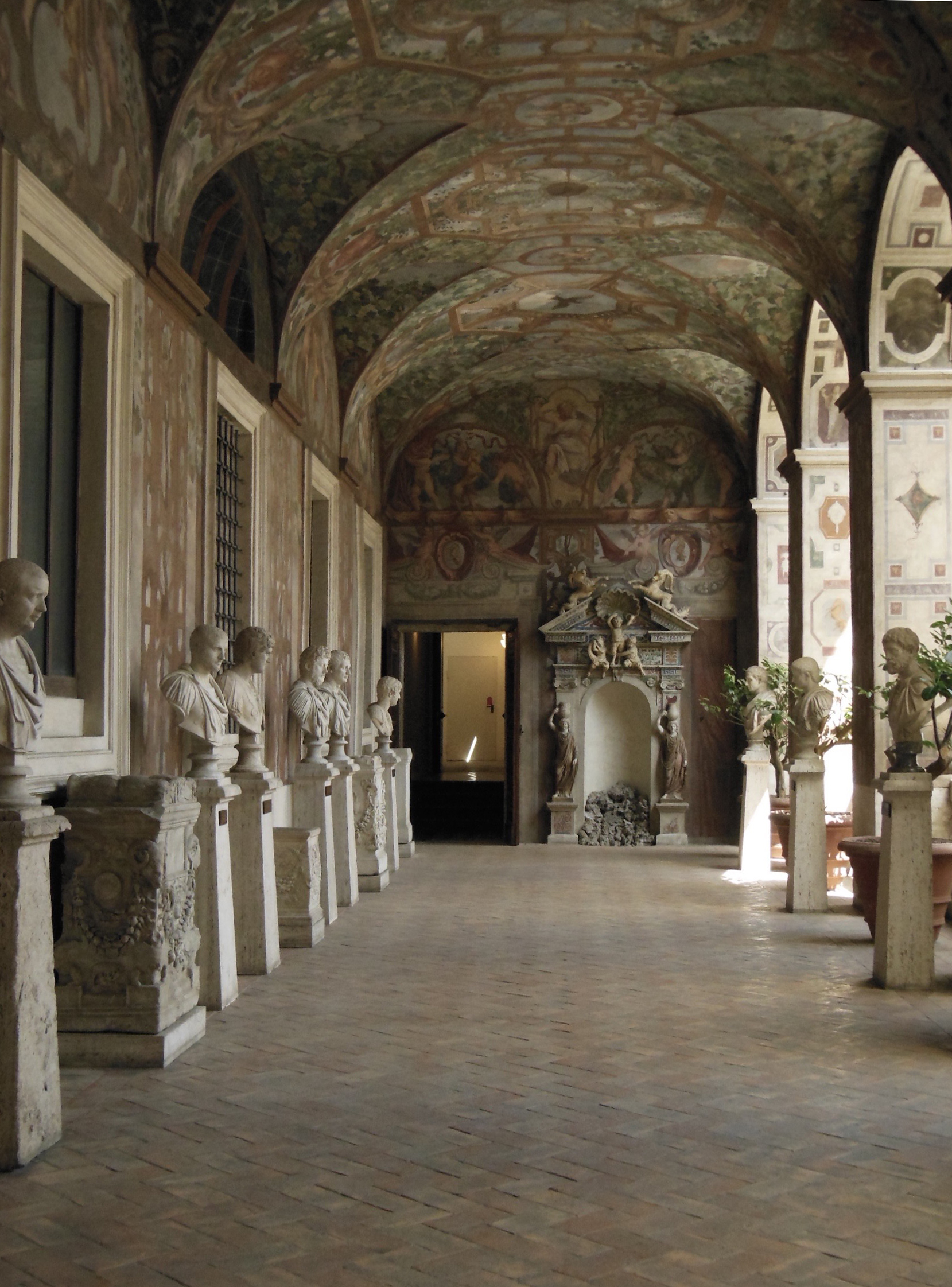
Vista da lógia do palácio.

Com a feudalização de Roma e a ocupação dos restos antigos pelas grandes famílias nobres da cidade, a cidade foi dividida em um setor gibelino controlado pela família Colonna e outro guelfo, controlado pelos Orsini. O adarve que separava os riones Parione e Colonna passava ali perto, ao longo do moderno Vicolo dei Soldati. Já sem motivos para a manutenção de fortificações e por causa da depressão resultante do papado de Avinhão, o Campo de Marte foi novamente urbanizado intensamente: foi no século XV que teve origem o edifício que seria o Palazzo Altemps, propriedade de diversos personagens que se sucederam a partir de Girolamo Riario, que encomendou o projeto ao famoso Melozzo da Forlì, responsável também por outros palácios localizados em seus territórios em Ímola e Forlì. Girolamo era sobrinho (ou talvez filho) do papa Sisto IV, que depositou nele todas as suas atenções e fez o que pôde para completar as obras antes do matrimônio dele com Caterina Sforza em 1477, mas só conseguiu em 1480.

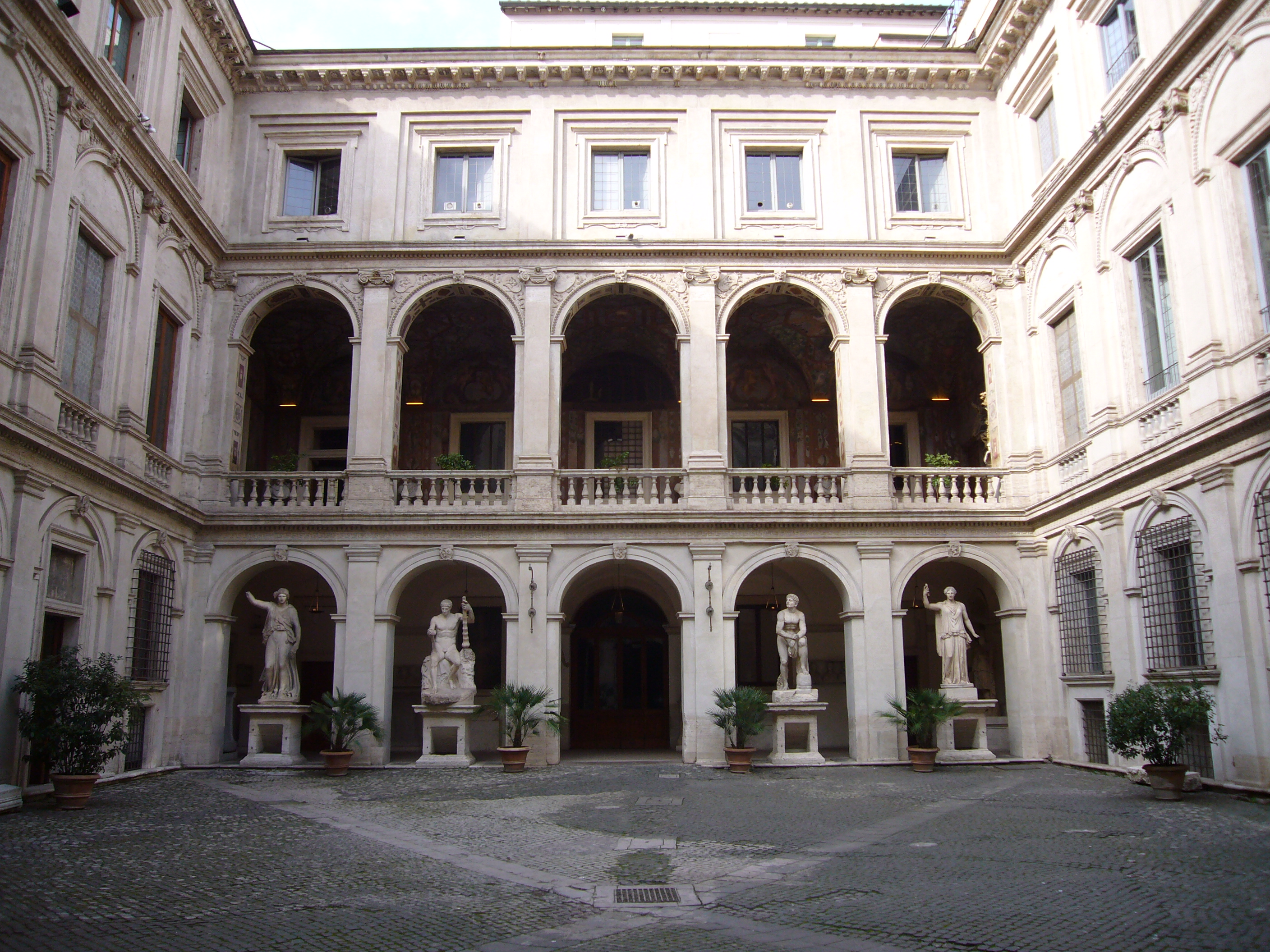
Vista do pátio interno, de Antonio da Sangallo, o Velho.

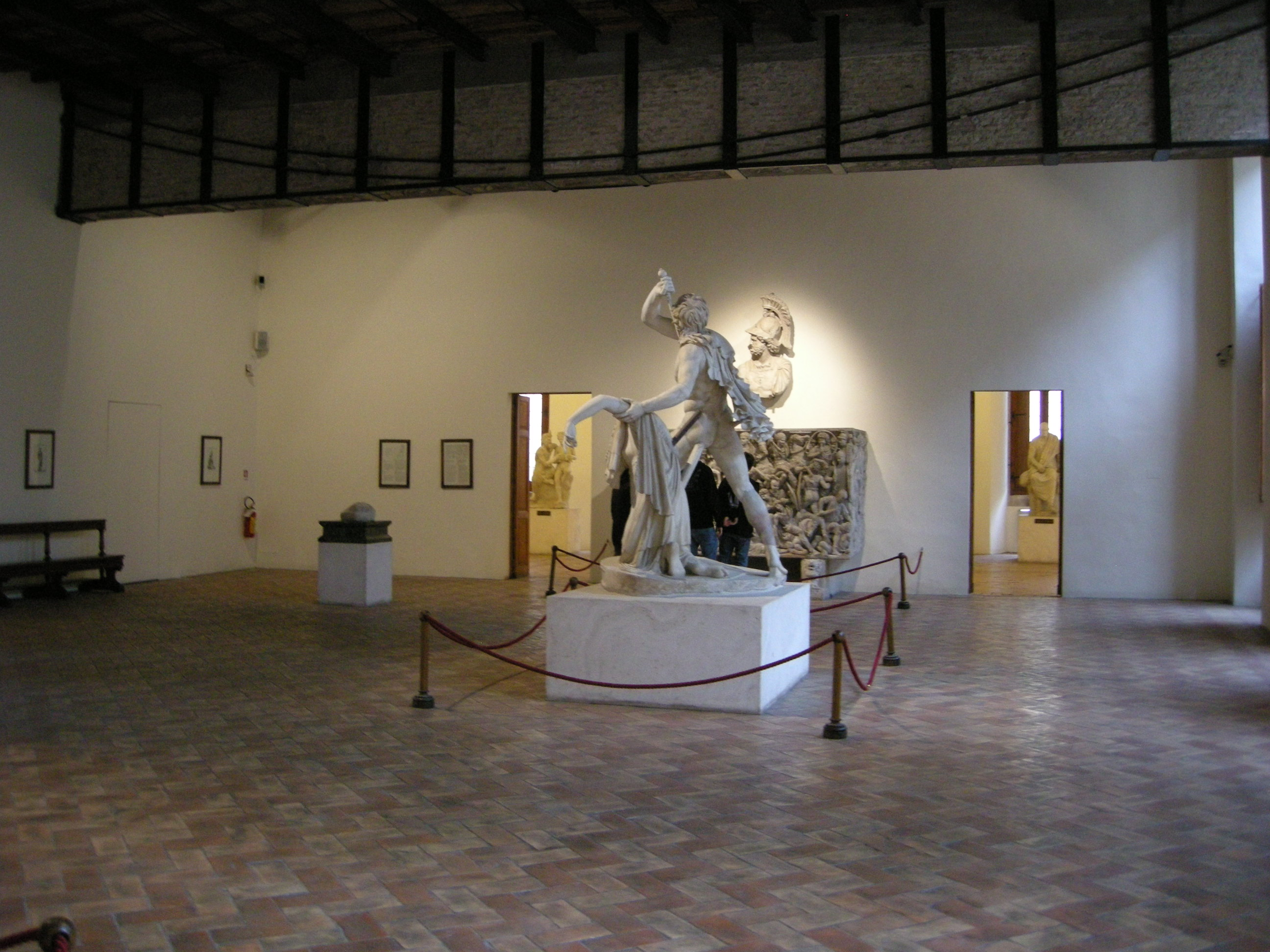
Vista de uma das salas do palácio, que abriga uma das sedes do Museu Nacional Romano. No centro, o famoso "Gaulês suicida".

Com o término do papado de Sisto IV, a fortuna dos Riario se esvaiu e, em 1511, o palácio foi adquirido, ampliado e decorado pelo cardeal Francesco Soderini, que contratou os arquitetos Antonio da Sangallo, o Velho, e Baldassarre Peruzzi, responsáveis pelo pátio maior. Entre 1513 e 1518, foi residência do cardeal aliado Médici Innocenzo Cybo, bispo de Gênova, arcebispo de Turim e legado papal da Província Romandiolæ, perto de Bolonha.

### Família Altemps
Depois de ter sido residência dos embaixadores do Reino da Espanha, o palácio foi adquirido em 1568 pelo cardeal austríaco Marco Sittico Altemps, filho da irmã do papa Pio IV Medici, Chiara, e do conde Wolfgang Hohenems, que deu o nome italianizado de sua família ao palácio (Altemps é uma distorção de Hohenems). Se deve a ele a criação da Biblioteca Altempsiana, depois fundida na Biblioteca Vaticana, e a primeira coleção de esculturas antigas. Sittico decorou o palácio com símbolos heráldicos de sua família (um bode empinando) em toda parte. Para comemorar o casamento de seu filho Roberto com Cornelia Orsini em 1576, em alguns pontos há também a rosa dos Orsini.
Contudo, esta época foi marcada por uma história mais sombria: Roberto, prefeito dos exércitos papais em Avinhão na época do papa Sisto V Peretti e primeiro duque de Gallese, foi acusado de estuprar uma jovem e acabou decapitado com apenas vinte anos de idade, em 1586, por ordem do próprio Sisto V. Nesta época, este tipo de crime geralmente era abafado através de um casamento arranjado para a garota e o pagamento de um dote. Contudo, a família Peretti era inimiga jurada dos Orsini e o papa resolveu aplicar a lei de forma exemplar, apesar dos pedidos de clemência de Marco. Tomado pelo luto, ele construiu uma capela na basílica de Santa Maria in Trastevere para Nossa Senhora da Misericórdia, onde Roberto foi sepultado.

Alguns anos depois, em 1604, o papa Clemente VIII Aldobrandini, doou à família as relíquias do papa Aniceto para que elas fossem depositadas na capela privada do palácio, chamada "Cappella di Sant'Aniceto", decorada por Pomarancio e Ottavio Leoni. Em 1595, Giovanni Angelo Altemps, filho de Roberto e segundo duque de Gallese, herdou o palácio. Incapaz de esquecer o ultraje sofrido por seu pai, determinou em 1617 que a capela fosse decorada com um grande afresco da decapitação. É a Giovanni também que se deve o primeiro teatro (mais tarde denominado Teatro Goldoni) construído no palácio. Foi ali que, em 1690, foi fundada a Accademia dell'Arcadia.
No século XVIII, o palácio foi alugado como sede diplomática do Reino da França pelo cardeal Melchior de Polignac e tornou-se um local de grandes entretenimentos mundanos e luxo: ali se apresentaram Metastasio e Mozart durante suas visitas a Roma. Nas mãos da Santa Sé no século XIX, hospedou entre 1871 e 1903 o Instituto Escolástico de Merode, transferido sucessivamente sempre nas imediações da Piazza di Spagna.

### Restauração
Finalmente, o palácio foi adquirido pelo patrimônio estatal em 1982 através do Ministero dei Beni Culturali. Atualmente é utilizado como sede do Museu Nacional Romano, que restaurou a estrutura arquitetônica do edifício e recuperou muito de sua decoração original, como os afrescos atribuídos à escola de Melozzo da Forlì na Sala della Piattaia. Numa das salas está um afresco representando talheres, provavelmente os mesmos utilizados no banquete de casamento entre Girolamo Riario e Caterina Sforza em 1477. A Sala delle Prospettive foi provavelmente pintada entre 1513 e 1517 por Maturino da Firenze e Polidoro da Caravaggio (conhecido pela decoração de várias fachadas de palácios, como do Palazzo Ricci), quando o palácio pertencia ao cardeal Soderini. 
Em 1991, buscando evidências da história do palácio, os restauradores descobriram que o edifício foi construído sobre uma casa romana do século I e recuperaram fragmentos de afrescos romanos originais, pintados num fundo vermelho.